# Okazu

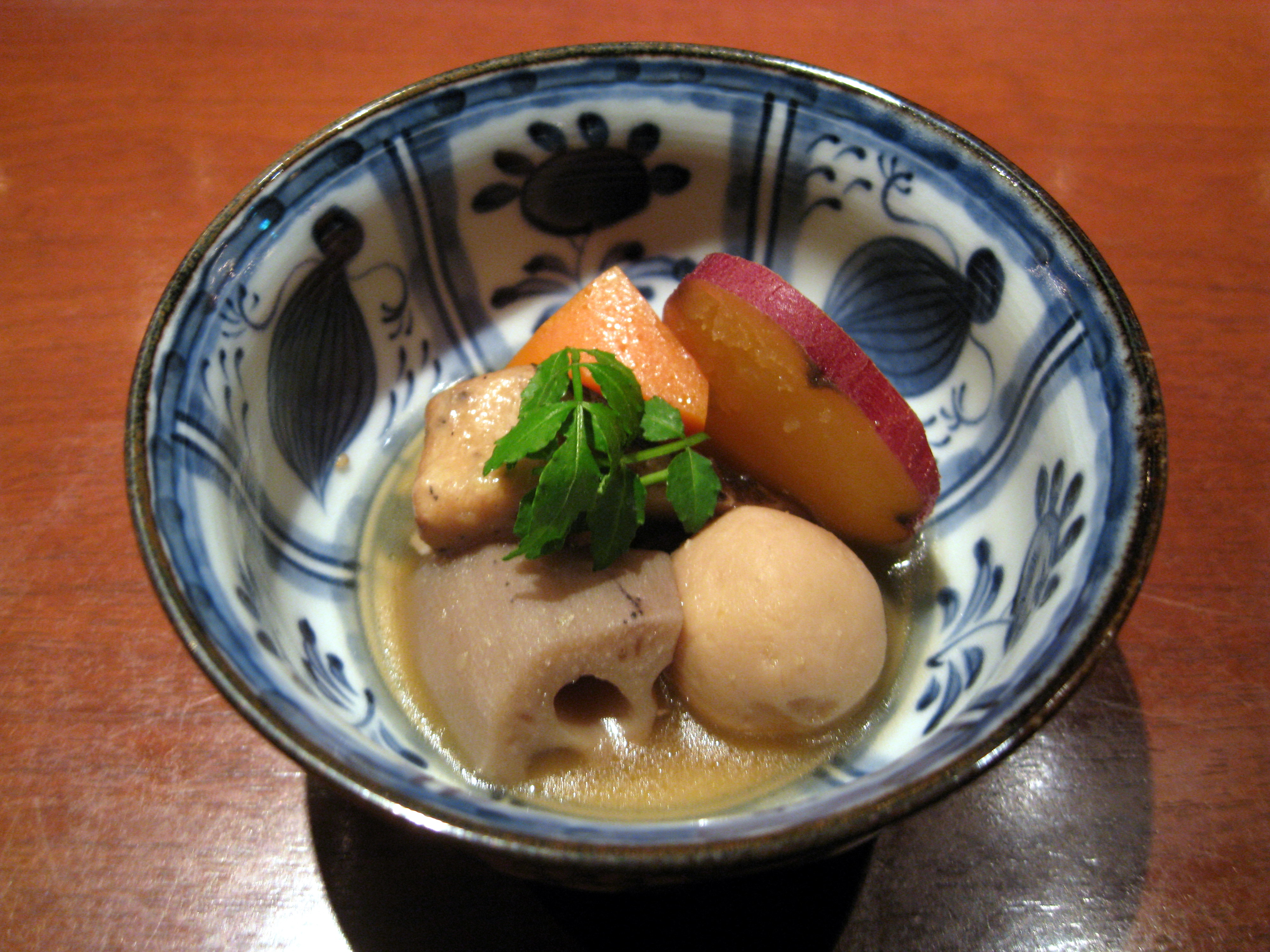
Okazu

Okazu (おかず) és una paraula japonesa que en la gastronomia japonesa significa la guarnició, o plat d'acompanyament, que generalment acompanya l'arròs bullit. Acostuma a companyar el peix, carn, verdures o tofu i els plats acostumen a dissenyar-se per proporcionar sabor a l'arròs de l'okazu. Actualment okazu també pot referir-se a l'acompanyament de fideus.

## Altres significats
Okazu és sinònim de masturbació o altres activitats sexuals que acompanyen el coit, el seu ús s'ha estès entre els afeccionats a certs gèneres de manga.